# کمیسیون مطالعات اخلاق پزشکی ریاست جمهوری
کمیسیون ریاست جمهوری برای مطالعه مشکلات اخلاقی در حوزه پزشکی، زیست پزشکی و تحقیقات رفتاری یک سازمان اخلاق زیستی در ایالات متحده است . این گروه با حکم و اختیار قانونی مرتبط با کنگره در سال ۱۹۷۸ تشکیل شد و در کمیسیون ملی حمایت و حفاظت از افراد در حوزه تحقیقات رفتاری و زیست پزشکی موفق بودند. این گروه از ژانویه ۱۹۸۰ تا مارس ۱۹۸۳ به‌طور مستقل فعالیت کردند.

## انتشارات
- تعریف مرگ
- حفاظت از سوژه‌های انسانی
- سوت خطا در زیست‌پزشکی
- جبران خسارات پژوهش
- تصمیم گیری بهداشتی
- مشاوره و غربالگری در حوزه ژنتیک
- تضمین دسترسی به مراقبتهای بهداشتی ایمن
- تصمیم‌گیری برای درمانهای نگهدارنده حیات